# شابكات الجذع
شابكات الجذع (الاسم العلمي: Dictyocaulidae)، فصيلة من الديدان الأسطوانية تنتمي إلى رتبة الديدان العصوية.
الأجناس
- Borrellostrongylus Gutiérrez, 1945
- Bronchonema Mönnig, 1932
- Cardiostrongylus Sakamoto & Malgor, 1995
- شابكة الجذع Railliet & Henry, 1907
- Mertensinema Sharpilo, 1976